# Akraia (Beiname)
Akraia (altgriechisch Ἀκραία Akraía, deutsch ‚auf den Höhen wohnend‘) ist der Beiname mehrerer Göttinnen der griechischen Mythologie, wenn diese Kultstätten auf Bergen hatten. Die männliche Entsprechung Akraios (griechisch Ἀκραῖος Akraíos) ist nur für Zeus belegt.
Die einzelnen Göttinnen sind:
- Hera in Korinth[2][3][4][5]
- Aphrodite in Knidos[6], Troizen[7], auf Zypern[8] und in Argos[9] (siehe Aphrodite Akraia)
- Artemis in Argos[9]
- Tyche in Sikyon[10]